# Łosice
Łosice è un comune urbano-rurale polacco del distretto di Łosice, nel voivodato della Masovia.
Ricopre una superficie di 121,22 km² e nel 2004 contava 11 263 abitanti.